# Rorippa elata
Rorippa elata là một loài thực vật có hoa trong họ Cải. Loài này được (Hook. f. & Thomson) Hand.-Mazz. miêu tả khoa học đầu tiên năm 1931.